# SN 2002if
SN 2002if – supernowa typu Ic odkryta 29 października 2002 roku w galaktyce A015004+0000. W momencie odkrycia miała maksymalną jasność 22,00m.